# Anisogomphus jinggangshanus
Anisogomphus jinggangshanus är en trollsländeart som beskrevs av Liu 1991. Anisogomphus jinggangshanus ingår i släktet Anisogomphus och familjen flodtrollsländor. Inga underarter finns listade i Catalogue of Life.